# DxO
DxO是法国布洛涅比扬古的一家公司，该公司成立于2006年，主要业务为摄影。
DxO销售DxO PhotoLab、ViewPoint和FilmPack图像处理软件，以及相机DxO ONE。

## 历史
DxO创办了为独立相机、镜头和配有相机部件的移动设备所拍摄的照片进行图像评分的网站DxOMark.com。不过DxOMark.com已转为独立公司，即DxOMark Image Labs。2017年10月25日，DxO宣布从Google手中收购Nik Collection的资产。